# Castillo Fukui
El Castillo Fukui (福井城 Fukui-jō?) es un castillo japonés localizado en Fukui, Japón.

## Historia
Yuki Hideyasu construyó el castillo en 1606 después de recibir el territorio de Kitanosho a manos de Tokugawa Ieyasu después de que Hideyasu lo asistió en la Batalla de Sekigahara. Hideyasu construyó el castillo al norte de un castillo más antiguo llamado Castillo Kitanosho. El nombre del castillo fue cristianizado por Matsudaira Tadamasa, quien controló el castillo y gobernó la región en 1624. El nombre proviene de un foso llamado Fukunoi, o "foso de la buena fortuna", del cual quedan restos hasta nuestros días. El tenshu del castillo fue destruido por un incendio en 1669. El resto que sobrevivió al incendio continuó siendo utilizado hasta la Restauración Meiji, cuando fueron destruidos los edificios restantes, solamente quedaron en pie algunos muros de piedra y el palacio. El palacio fue destruido por los bombardeos de Estados Unidos en la Segunda Guerra Mundial en 1945. El castillo aún se encuentra en ruinas aunque el palacio fue reconstruido en 1993.